# Danaea crispa
Danaea crispa là một loài dương xỉ trong họ Marattiaceae. Loài này được Endres & Rchb. f. mô tả khoa học đầu tiên năm 1872.